# Тюркан
Тюркан (азерб. Türkan) — посёлок городского типа в административном подчинении Хазарского района города Баку (Азербайджан). Расположен на берегу Каспийского моря в 12 км от железнодорожной станции Говсан.

## География
Тюркан расположен на берегу Каспийского моря, в юго-восточной части Апшеронского полуострова. На востоке он соседствует с посёлком Зиря, на севере — с посёлком Кала, на северо-западе — с посёлком Бина, а на западе — с посёлком Говсан.

## Название

### Этимология
В топониме «Тюркан» присутствует тюркский элемент. Как известно, ряд населённых пунктов Апшерона (например Маштага, Зых и другие) сохранили или могли сохранить названия племён, обитавших на полуострове и Тюркан относится к их числу. В его названии окончание «ан» служит суффиксом множественного числа и тем самым «Тюркан» — «тюрки».

### Другие наименования
В «Описании Ширвана», составленном в 1796 году оберквартирмейстром И. Т. Дренякиным, среди апшеронских деревень упоминается деревня Турка. В статистических материалах Российской империи иногда приводилось два названия — Туркян (Туркенд) или Тюркан (Тюркенд).

## История
Тюркан входил в состав Бакинского ханства, которое в 1806 года стало частью Российской империи. По состоянию на 1813 год Тюркан платило в казну годовой подати ханскими абазами 41 рубль и 80 копеек.
В 1846 году была образована Шемахинская губерния. Тюркан (название на алфавите местного языка в то время ﺗﺮﮐﺎﻥ) относился к Маштагинскому участку данной губернии. После разрушительного шемахинского землетрясения в 1859 году, губернские учреждения были переведены в Баку, а губерния переименована в Бакинскую.
В 1870-х годах казённая деревня Тюркан (Тюркенд) числилась среди населённых пунктов Бакинского уезда одноимённой губернии. В середине 1880-х годов Туркян (Туркенд) составляет отдельное Туркянское сельское общество Маштагинского участка данного уезда.
В апреле 1920 года в Азербайджане установился новый общественно-политический строй. В 1932 году был образован Азизбековский район города Баку, а в 1960 году — Тюрканский поселковый Совет. Статус посёлка городского типа с того же 1960 года. По состоянию на 1 января 1961 года данный поселковый Совет состоял из Тюркана и посёлка при Тюрканском виноградном совхозе, а на 1 января 1977 года — из пгт Тюркан и посёлка Ени-Тюркан.
По данным БСЭ в Тюркане размещались виноградарский совхоз и туберкулёзный санаторий.

## Население

### XIX век
По ведомости, датированной 30 апреля 1813 года (по старому стилю), Тюркан населяло 32 человека. Согласно «Кавказскому календарю» на 1856 год Туркан населяли «татары»-шииты (азербайджанцы-шииты), которые между собой говорили по-«татарски» (по-азербайджански). По данным же списков населённых мест Бакинской губернии от 1870 года, составленных по сведения камерального описания губернии с 1859 по 1864 год, здесь имелось 127 дворов и 622 жителя (332 мужчины и 290 женщин), состоящих из «татар»-шиитов (азербайджанцев-шиитов).
По сведениям 1873 года, опубликованным в изданном в 1879 году под редакцией Н. К. Зейдлица «Сборнике сведений о Кавказе», численность населения деревни увеличилась и составляла 800 жителей (405 мужчин и 395 женщин, всего 156 дворов), также «татар»-шиитов (азербайджанцев-шиитов).
Материалы посемейных списков на 1886 год показывают в Туркяне (Туркенде) 1,129 жителей (207 дымов) и все «татары»-шииты (азербайджанцы-шииты), из которых по сословиям 1,118 крестьян на казённой земле (602 мужчины и 516 женщин, всего 206 дымов) и 11 представителей шиитского духовенства (6 мужчин и 5 женщин). По результатам переписи 1897 года в здесь проживало 1,148 человек (612 мужчин и 536 женщины) и все мусульмане.

### XX век
В одной из статистических ведомостей, приложенной к Обзору Бакинской губернии за 1902 года и показывающей национальный состав коренного населения населённых пунктов Бакинской губернии на 1 января 1903 года, по Туркяну указаны 193 дыма и 1,492 жителя (786 мужчин и 706 женщин). Отличием этой ведомости от остальных статистических данных дореволюционного периода стало то, что жители были зафиксированы как таты по национальности.
По сведениям «Кавказского календаря» на 1904 год, опирающихся на данные статистических комитетов Кавказского края, в Туркяне (Туркенде) было 1,434 жителя, в основном «татар» (азербайджанцев). Тот же этнический состав указан и в «Кавказском календаре» на 1910 год, согласно которому в Туркяне за 1908 год проживало уже 1,491 человек.
По Азербайджанской сельскохозяйственной переписи 1921 года Тюркан Бакинского уезда Азербайджанской ССР населяли 846 человек и преимущественно азербайджанские тюрки, а население состояло из 456 мужчин (из них 7 грамотных) и 390 женщин. Советский иранист Б. В. Миллер, обследовавший татов в 1928 году, сообщал, что частично население Тюркана состояло из татов, а их говор «ближе к говору татов Хизинского округа», поскольку часть тюрканских татов переселенцы из Хизов. Также другая часть жителей Тюркана состоит из потомков шахсевен.
В годы репрессий 1937-1938 годов более 40 жителей села различных сословий были арестованы. Большая часть их была расстреляна, либо погибла в Сибири и в степях Казахстана.
Всесоюзная перепись населения 1970 года показала в Тюркане 4,641 жителя (2,303 мужчины и 2,338 женщин). Следующая перепись 1979 года зафиксировала увеличение численности населения посёлка, которая составила 6,540 человек (3,352 мужчины и 3,188 женщин). По результатам очередной и последней общесоюзной переписи 1989 года в Тюркане было 8,386 человек (4,392 мужчины и 3,994 женщины).

## Достопримечательности
В посёлке расположены исторические памятники бронзового века — древнее кладбище и курганы. Также в Тюркане имеются тюрбе XVIII века и мечеть «Имам Хусейн» относящаяся к XIX веку.
Одна из тюрканских школ носит имя участника Первой карабахской войны, местного уроженца, шахида Дардаила Джебраилова.

## Известные уроженцы
Уроженцами Тюркана являются:
- Энвер Алибейли (азерб. Ənvər Əliverdi oğlu Əlibəyli) — журналист-публицист, поэт (автор слов к песням «Азербайджан», «Зибейда» «Мой Хазар» и другим), участник Второй мировой войны, глава Азербайджанского комитета телевидения и радио в советское время
- Замиг Алиев — тарист. Народный артист Азербайджана
- Азиза Ахмедова — писатель, переводчик